# Hypodynerus huancabambae
Hypodynerus huancabambae är en stekelart som beskrevs av Carlos Schrottky 1911. Hypodynerus huancabambae ingår i släktet Hypodynerus och familjen Eumenidae. Inga underarter finns listade i Catalogue of Life.